# Gruppe Russitsch

Abzeichen der Gruppe Russitsch

Die Gruppe Russitsch (russisch Группа Русич) ist eine russische paramilitärische Organisation, die am Bürgerkrieg in Syrien, dem Krieg im Donbas und dem Russischen Überfall auf die Ukraine beteiligt war.

## Geschichte
2014 versammelte Alexei Miltschakow in Sankt Petersburg Kämpfer für den Krieg im Donbas und gründete das Kontingent mit dem offiziellen Namen Ablenkungs-Guerilla-Aufklärungsgruppe „Russitsch“ (ДШРГ Русич/DSchRG Russitsch). Mittlerweile führt er die paramilitärische Organisation zusammen mit Jan Petrowski, sie kennen sich seit 2011. Zuvor wurden sie in einem Trainingslager der Russischen Reichsbewegung ausgebildet. Die Gruppe Russitsch ist ein Teil des Söldner-Netzwerkes um Jewgeni Prigoschin.
Die Gruppe Russitsch war zunächst eine Untereinheit des Batman Bataillons in der Oblast Luhansk und wurde später neu organisiert. Anfang 2015 wurden Miltschakow und Petrowski auf die Sanktionsliste der EU, des Vereinigten Königreichs und Kanadas gesetzt. Im März 2015 reisten NPD-Angehörige zum Russischen Konservativen Forum in Sankt Petersburg. Miltschakow und Petrowski machten dort vor dem Moskauer Triumphtor zusammen mit Karl Richter und Jens Pühse ein Foto. Die Gruppe Russitsch war an der Schlacht um den Flughafen Donezk, dem Kampf um Debalzewe, der Schlacht um Ilowajsk und einem Angriff auf das Bataillon Ajdar im Rajon Slowjanoserbsk beteiligt. Miltschakow landete dafür auf der von der ukrainischen Regierung veröffentlichten Liste der meistgesuchten Kriegsverbrecher im Donbas. Während ihres Einsatzes im Donbas tötete die Gruppe Russitsch dutzende Freiwillige auf ukrainischer Seite. Sie teilten Fotos in den sozialen Medien, auf denen sie deren Leichen verstümmelten oder anzündeten. Die ukrainische Menschenrechtsgruppe Charkiw und die US-amerikanische Denkfabrik New America werfen der Gruppe Russitsch Foltermethoden und Kriegsverbrechen vor. Ihre Präsenz in sozialen Netzwerken half der Gruppe Russitsch, einen Ruf für außergewöhnliche Brutalität zu erlangen. WDW-Veteranen sollen als Auftragnehmer für die Gruppe Russitsch gearbeitet und mit ihnen zusammen im Donbas gekämpft haben.
Im Spätsommer 2015 ist die Gruppe Russitsch aus dem Donbas abgezogen. Petrowski zog nach Norwegen und engagierte sich bei den Soldiers of Odin. Im Oktober 2016 wurde er festgenommen und nach Russland abgeschoben, weil er laut den norwegischen Behörden eine Bedrohung für die staatliche Sicherheit war. Miltschakow war in Russland und Belarus weiter aktiv und stand im Fokus des Staatsschutzes UKZS, der als Teil des FSB in Russland gegen Extremisten und Oppositionelle vorgeht. UKZS-Kräfte nahmen Organisatoren von Trainingslagern fest, bei denen Miltschakow Jugendliche ausgebildet hatte.
Mutmaßliche Unterstützer fotografierten sich an verschiedenen Orten mit dem Abzeichen der Gruppe Russitsch, unter anderem vor dem Brandenburger Tor und der Siegessäule.
In Syrien hatte die Gruppe Russitsch zusammen mit Wagner-Söldnern unter anderem bei Palmyra gegen den IS gekämpft und staatseigene und russisch finanzierte Öl- bzw. Gasinfrastrukturen beschützt.
Im April 2019 nahm die Gruppe Russitsch an Übungen für Fallschirmsprünge in Pskow, dem Standort der 76. Garde-Luftsturm-Division, teil. Seit 2020 trainiert die Gruppe Russitsch regelmäßig auf dem Gelände des Katastrophenschutzministeriums in Sankt Petersburg. Laut New America wird  die Gruppe Russitsch stillschweigend vom Kreml unterstützt. Laut dem Bundesnachrichtendienst ist das Russitsch-Mitglied Alexander M. ein Kriegsberichterstatter für Perwy kanal.
Im Mai 2022 wurde ein Bericht des Bundesnachrichtendienstes von der Kriegsbeteiligung der Gruppe Russitsch in der Ukraine auf russischer Seite veröffentlicht. Es gab einen Aufruf der Söldner im Telegram-Kanal, ihnen aus dem Baltikum Informationen zu Truppenbewegungen, Depots und Grenzposten zu liefern. Außerdem rief die Gruppe Russitsch in einer ins Englische, Deutsche und Polnische übersetzten Botschaft prorussische Partisanen in Europa dazu auf, die Lieferungen und Personaltransfers der NATO zu blockieren. Im April 2023 veröffentlichte die Gruppe Russitsch auf ihrem Telegram-Kanal ein Standbild eines Videos, in dem angeblich ein ukrainischer Kriegsgefangener enthauptet wurde und kommentiere es mit den Worten: „Ihr werdet überrascht sein, wie viele davon noch allmählich auftauchen werden.“
Nachdem der Mitgründer Jan Petrowski in Finnland auf Ersuchen ukrainischer Behörden festgenommen war, stellte Russitsch der russischen Regierung am 25. August 2023 ein Ultimatum. Sollte es Russland nicht gelingen Petrowski freizubekommen, würde Russitsch, das zu diesem Zeitpunkt im Raum um Robotyne operierte, das Kämpfen für Russland einstellen. Im Dezember 2023 gaben die finnischen Behörden bekannt, dass sie Petrowski nicht an die Ukraine ausliefern würden.
Im Februar 2024 weigerte sich die Gruppe Rusitsch der Aufforderung russischer Behörden nachzukommen, einen Telegram-Post zu löschen, in welchem zur Ermordung von ukrainischen Kriegsgefangenen aufgerufen wird.
Die Gruppe Russitsch besteht schätzungsweise aus ein paar Hundert Mitgliedern.

## Finanzierung
Die Gruppe Russitsch verbreitet Schadprogramme, mit denen sie ihre Cyberwallets finanziert, um sich Ausrüstung und Versorgung zu kaufen. Seit September 2022 sind fünf der Wallets auf einer US-amerikanischen Sanktionsliste. Eine der Wallet-Adressen tauchte auch auf der Webseite einer ukrainischen Spenden-Stiftung auf. Zwischen Juli und Oktober 2022 hat die Gruppe Russitsch Geld von drei separaten Drogenbörsen erhalten. Seit Kriegsbeginn im Februar bis September 2022 hat die Gruppe Russitsch mehr als 144.000 US-Dollar gesammelt.
In einem Interview mit Meduza sagte Miltschakow:

„Die Finanzabteilung führt Operationen in den Bereichen Krypto, Edelsteine, Cash-Transaktionen und Geldwäscherei (nur ausserhalb Russlands, wir halten uns an die Gesetze unseres Landes) durch.
Dazu gehören auch Geschäfts-Trips zu internationalen Schwarzmarkthändlern, die uns als Sponsoren unterstützen möchten (Mexiko, Hongkong, Somalia etc.). Unser Projekt erhält, unserer Meinung nach große Unterstützung von Gangs und Kartellen, die mit der globalen Hegemonie der USA unzufrieden sind.“

Im September 2022 schlug Miltschakow auf dem Telegram-Kanal der Gruppe Russitsch russischen Soldaten vor, Angehörige ukrainischer Kriegsgefangenen zu erpressen. Der Beitrag wurde von Telegram gelöscht, weil er „Aufrufe zur Gewalt“ beinhaltete.

Alternatives Abzeichen der Gruppe Russitsch mit Valknut

## Ideologie
Das Wort Russitsch bedeutet „Rus-Person“. Der Name der Gruppe Russitsch hat eine Mehrdeutigkeit. Er ist eine Anspielung auf die mythische mittelalterliche Festung, oder „Sitsch“ der „Rus“, der vorimperialen Konföderation nordischer Völker, die ursprünglich aus Schweden stammten und das Gebiet zwischen der Ostsee und dem Schwarzen Meer besiedelten.
Die Gruppe Russitsch hat enge Verbindungen zu Weißen Vorherrschaftsgruppen in Sankt Petersburg. Internationale Medien bezeichnen die Mitglieder der Gruppe Russitsch als Neonazis.
Auf Instagram haben einige Mitglieder der Gruppe Russitsch mit dem Hitlergruß posiert.
Auf einem der Abzeichen der Gruppe Russitsch ist das Kolowrat, eine slawische Version der Schwarzen Sonne, und die schwarz-gold-weißen Farben des russischen Reichs, abgebildet. Bei einem Angriff der Gruppe Russitsch auf das Bataillon Ajdar im September 2014 wurde einem verwundeten ukrainischen Soldaten das Kolowrat in die Wange geritzt. Ein weiteres Abzeichen stellt den Valknut dar.
In einem Interview beim der Volksrepublik Donezk unterstellten Fernsehsender Noworossija TV sagte Petrowski:

„„Russitsch“ ist eine panslawische, panskandinavische Gruppe. Wir nennen uns russische Nationalisten, aber tatsächlich stellt sich heraus, dass wir slawische Nationalisten, slawische Patrioten sind.“